# Melody Day
Melody Day (hangul: 멜로디데이) är en sydkoreansk tjejgrupp bildad år 2012 av LOEN Entertainment.
Gruppen består av de fyra medlemmarna Yeoeun, Yoomin, Yein och Chahee.

## Medlemmar
| Artistnamn   | Artistnamn | Födelsenamn    | Födelsenamn | Födelsedatum    |
| Romanisering | Hangul     | Romanisering   | Hangul      | Födelsedatum    |
| ------------ | ---------- | -------------- | ----------- | --------------- |
| Yeoeun       | 여은       | Jung Ji-eun    | 정지은      | 25 januari 1990 |
| Yoomin       | 유민       | Na Yoo-min     | 나유민      | 29 augusti 1993 |
| Yein         | 예인       | Ahn Ye-in      | 안예인      | 4 maj 1995      |
| Chahee       | 차희       | Park Soo-young | 박수영      | 24 mars 1996    |

## Diskografi

### Album
| Albuminformation                                         | Topplacering          |
| Albuminformation                                         | Sydkorea (Gaon Chart) |
| -------------------------------------------------------- | --------------------- |
| Another Parting (Singelalbum) - Släppt: 25 februari 2014 | 30                    |
| #LoveMe (Singelalbum) - Släppt: 9 juni 2015              | 14                    |
| Speed Up (Singelalbum) - Släppt: 7 oktober 2015          | 18                    |
| Color (EP-skiva) - Släppt: 1 juli 2016                   | 24                    |
| Kiss on the Lips (EP-skiva) - Släppt: 15 februari 2017   | 22                    |

### Singlar
| År   | Titel              | Topplacering          |
| År   | Titel              | Sydkorea (Gaon Chart) |
| ---- | ------------------ | --------------------- |
| 2013 | "Love Alone"       | 87                    |
| 2014 | "Another Parting"  | —                     |
| 2014 | "Anxious"          | 33                    |
| 2015 | "#LoveMe"          | —                     |
| 2015 | "Speed Up"         | —                     |
| 2015 | "When It Rains"    | 41                    |
| 2016 | "Color"            | —                     |
| 2017 | "You Seem Busy"    | —                     |
| 2017 | "Kiss on the Lips" | —                     |